# أنور خليل السامرائي
أنور بن خليل السامرائي شاعر عراقي ولد في مدينة العمارة التابعة لمحافظة ميسان - جنوبي العراق وتوفي في بغداد. 
عاش في العراق.
أكمل دراسته الابتدائية والمتوسطة، وتخرج في دار المعلمين الابتدائية بالأعظمية (حي في بغداد) سنة 1937.
عُيّن معلمًا في المدارس الابتدائية، ثم أمينًا للمكتبة العامة في العمارة. كان عضو اتحاد المؤلفين والكتاب العراقيين.
- نشر أكثر شعره في المجلات الأدبية في العراق ومصر ولبنان.
- كان من شعراء جيل مابين الحربين العالميتين.
-عاصر الزهاوي والرصافي وغيرهما من عمالقة الشعر العربي.
وبعض قصائده تدرس في المدارس العراقية مثل قصيدة (أغنية عربية إلى كردستان)
وهو من الشعراء الذين شاركوا مهرجان المربد في جامعة البصرة والقى قصيدة بعنوان ثورة حتى النصر

## الإنتاج الشعري
| اسم الديوان      | سنة الصدور | المطبعة                |
| ---------------- | ---------- | ---------------------- |
| من اصداء المعترك | 1952       | مطبعة المعارف          |
| الربيع العظيم    | 1962       | وزارة الثقافة والاعلام |
| الصوت الآخر      | 1982       | وزارة الثقافة والاعلام |

## قيل عنه
شعره بين الاتباع والابتداع، يتحرك بحرية بين الوطنية، والغزل، والوصف، ويطرح أسئلة كونية ومصيرية، ويكتب القصيدة العمودية، كما يتصرف في البحر بما يخضعه لإيقاع مختلف، ويكتب قصيدة التفعيلة. عبارته واضحة، ومعانيه قريبة، وألفاظه من مألوف الاستعمال، لا تشعر في شعره بخصوصية التجربة قدر ما تشعر بمواتاة
الإيقاع.